# ريتشارد سانشيز (لاعب كرة قدم)
ريتشارد سانشيز (بالإسبانية: Richard Sánchez)‏ هو لاعب كرة قدم باراغواياني، ولد في 29 مارس 1996 في أسونسيون في باراغواي. شارك مع منتخب باراغواي لكرة القدم. أما مع النوادي، فقد لعب مع أوليمبيا أسونسيون.

## وصلات خارجية
- ريتشارد سانشيز على موقع قاعدة بيانات كرة القدم.إي يو (الإنجليزية)
- ريتشارد سانشيز على موقع ناشيونال فوتبول تيمز (الإنجليزية)
- ريتشارد سانشيز على موقع Soccerway.com (الإنجليزية)